# Большая Шумиха
Большая Шумиха — река в России, протекает в Слюдянском районе Иркутской области. Устье реки находится в Маритуйском муниципальном образовании. Длина реки составляет 14 км.
Крупнейшие притоки: Малая Шумиха.
Населённые пункты около реки: Шумиха.

## Данные водного реестра
По данным государственного водного реестра России относится к Ангаро-Байкальскому бассейновому округу, водохозяйственный участок реки — Бассейны рек южной части оз.Байкал в междуречье рек Селенга и Ангара. Речной бассейн реки — бассейны малых и средних притоков южной части оз. Байкал.
Код объекта в государственном водном реестре — 16020000112116300021320.